# 百々目鬼

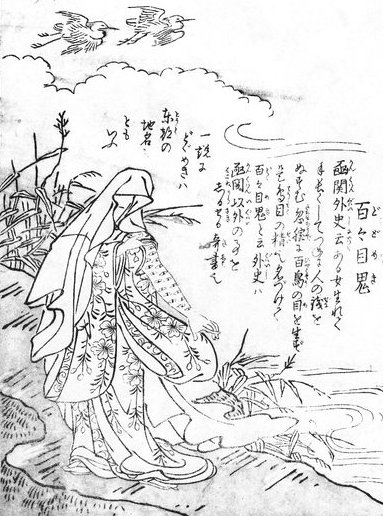
鳥山石燕『今昔画図続百鬼』より「百々目鬼」

百々目鬼（どどめき、とどめき、どうめき）は、鳥山石燕の『今昔画図続百鬼』に描かれている妖怪。腕にいくつもの目のある女の姿をしている。

## 概要
石燕による解説文には「函関外史（かんかんがいし）云（いわく） ある女生れて手長くして つねに人の銭をぬすむ 忽（たちまち）腕に百鳥の目を生ず 是鳥目（ちょうもく）の精也 名づけて百々目鬼と云 外史は函関以外の事をしるせる奇書也 一説にどどめきは東都の地名ともいふ」とある。「ある女」から「百々目鬼と云」までは「盗癖のある女性の腕に、盗んだ鳥目（金銭）の精が鳥の目となって無数に現れたのでこれを百々目鬼と呼んだ」との意味だが、銅銭は中央の穴が鳥の目を髣髴とさせるところから鳥目（ちょうもく）という熟語があり、「百目鬼」「百目貫」「百目木」などと書いて「どどめき」「どうめき」と読む地名が日本各地にあることから、百々目鬼はこの銅銭の異名と地名の文字から石燕が連想をして描いた創作妖怪と解釈されている。また、金銭のことを「おあし」と俗称することから「足が付く」という洒落から描かれた妖怪ではないかとも考えられている。
同時代の書物や草双紙での百々目鬼の登場や、『函関外史』という書物は確認されていない。しかし本文に見られる「函外以外」という文字には（はこねからさき／箱根から先）という左傍訓もつけられており、「函」は箱根・「関」は関所を意味したものであることは明確にされている。「奇書」という言葉などがあえて入っている点なども含めると、『函関外史』という出典の存在自体も石燕による遊びの創作である可能性もある。

### 類似の作例
鳥山石燕以外の江戸時代の絵画に、全く同様の情報を持った百々目鬼が描かれている例はないが、出版されていた妖怪を題材にしたかるたの中に「とさの山ごへのどど目鬼」（土佐の山越えのどど目鬼）という札があり、腕や頭に目が数多くある絵が描かれている。また、読み方が「どどめき」であるのかは不明であるが「百々眼鬼」（百目も参照）という名前が描かれた肉筆画も確認できる。いずれも体に多くの目を持つ妖怪ではあるが、それ以外の共通点はない。

## 昭和・平成以降の解説
石燕による名称表記は「どどめき」であるが、昭和以降の妖怪をあつかった書籍では「とどめき」という表記が名前に使われることも多い。また、腕にある数多くの目は、百々目鬼がかすめとっていた銭が腕に貼りついて目に変化したものである、という解説がよくされるようになった。